# Осборн, Перегрин, 3-й герцог Лидс
Перегрин Хайд Осборн (англ. Peregrine Hyde Osborne; 11 ноября 1691 — 9 мая 1731) — британский аристократ, 3-й герцог Лидс, 3-й маркиз Кармартен, 3-й барон Осборн и 4-й баронет Осборн с 1729 года. Сын Перегрина Осборна, 2-го герцога Лидса, и его жены Бриджет Хайд. При жизни отца носил титулы учтивости лорд Осборн (1694—1711), граф Денби (1711—1712) и маркиз Кармартен (1712—1729), после его смерти занял место в Палате лордов как 3-й герцог Лидс. 

## Семья
16 декабря 1712 года Перегрин Осборн женился на леди Элизабет Харли, младшей дочери Роберта Харли, 1-го графа Оксфорда и графа Мортимера, и Элизабет Фоули. Спустя год Элизабет умерла при родах, и Осборн женился на леди Энн Сеймур, третьей дочери Чарльза Сеймура, 6-го герцога Сомерсета, и Элизабет Перси (17 сентября 1719 года). Сын, родившийся в этом браке, умер ребёнком. В 1722 году Осборн снова овдовел, а 9 апреля 1725 года женился в третий и последний раз на Джулиане Хеле, дочери и сонаследнице Роджера Хеле из Холуэлла (Девон) и Джулианы Прествуд. Из его детей выжил только сын от первой жены Томас, ставший 4-м герцогом Лидсом.